# Metallothionein
Metallothionein er en gruppe af lette proteiner med et højt indhold af cystein. Ved hjælp af thiol-grupper fra cystein er proteinet i stand til binde metal, f.eks. zink, kobber, cadmium eller kviksølv.